# 2796 Крон
2796 Крон (енгл. 2796 Kron) је астероид главног астероидног појаса са средњом удаљеношћу од Сунца која износи 2,643 астрономских јединица (АЈ).
Апсолутна магнитуда астероида је 12,3.